# Kalemie (territorium)
Kalemie är ett territorium i Kongo-Kinshasa. Det ligger i provinsen Tanganyika, i den sydöstra delen av landet, 1 500 km öster om huvudstaden Kinshasa.